# Chiesa di San Francesco d'Assisi all'Immacolata (Catania)
La chiesa di San Francesco d'Assisi all'Immacolata si trova sulla piazza San Francesco d'Assisi nel centro storico di Catania, nel quartiere San Francesco dei Corbisari - Teatro e Odeon romani di Catania.

## Storia

### Epoca romana
Il sito ospitava un tempio pagano dedicato alla dea Demetra. (Cibele/Cerere)

### Epoca sveva
- 1254, Primitivo insediamento dell'Ordine Francescano presso la chiesa di San Michele, a quei tempi adiacente al Castello Ursino.
- 1260, Insediamento nel luogo attuale dove vi era la chiesa della Speranza.

### Epoca aragonese
- 1329, La Regina consorte di Sicilia Eleonora d'Angiò promuove la costruzione del primitivo convento e chiesa di San Francesco d'Assisi all'Immacolata quale voto di ringraziamento verso la Vergine per lo scampato pericolo derivante dall'eruzione dell'Etna di quello stesso anno.

### Epoca spagnola
- Il 2 agosto 1655 il Viceré di Sicilia Roderigo Mendoza y Roxas y Sandoval, duca dell'Infantado, seguendo l'esempio del cardinale e arcivescovo Giannettino Doria invitò l'arcivescovo di Messina Simone Carafa, i vescovi Marco Antonio Gussio di Catania, Giovanni Antonio Capobianco di Siracusa, Ferdinando Sanchez de Cuellar di Girgenti, Juan Lozano di Mazara del Vallo, Francesco Gisulfo e Osorio di Cefalù, Ludovico Alfonso de Los Cameros di Patti e vescovo supplente di Monreale, esortandoli a fare lo stesso voto solenne all'Immacolata Concezione e promuoverlo nelle rispettive diocesi.[1]
- 1693, Il terremoto del Val di Noto di quell'anno, tra il 9 e l'11 gennaio distrugge il monumento.

## Descrizione

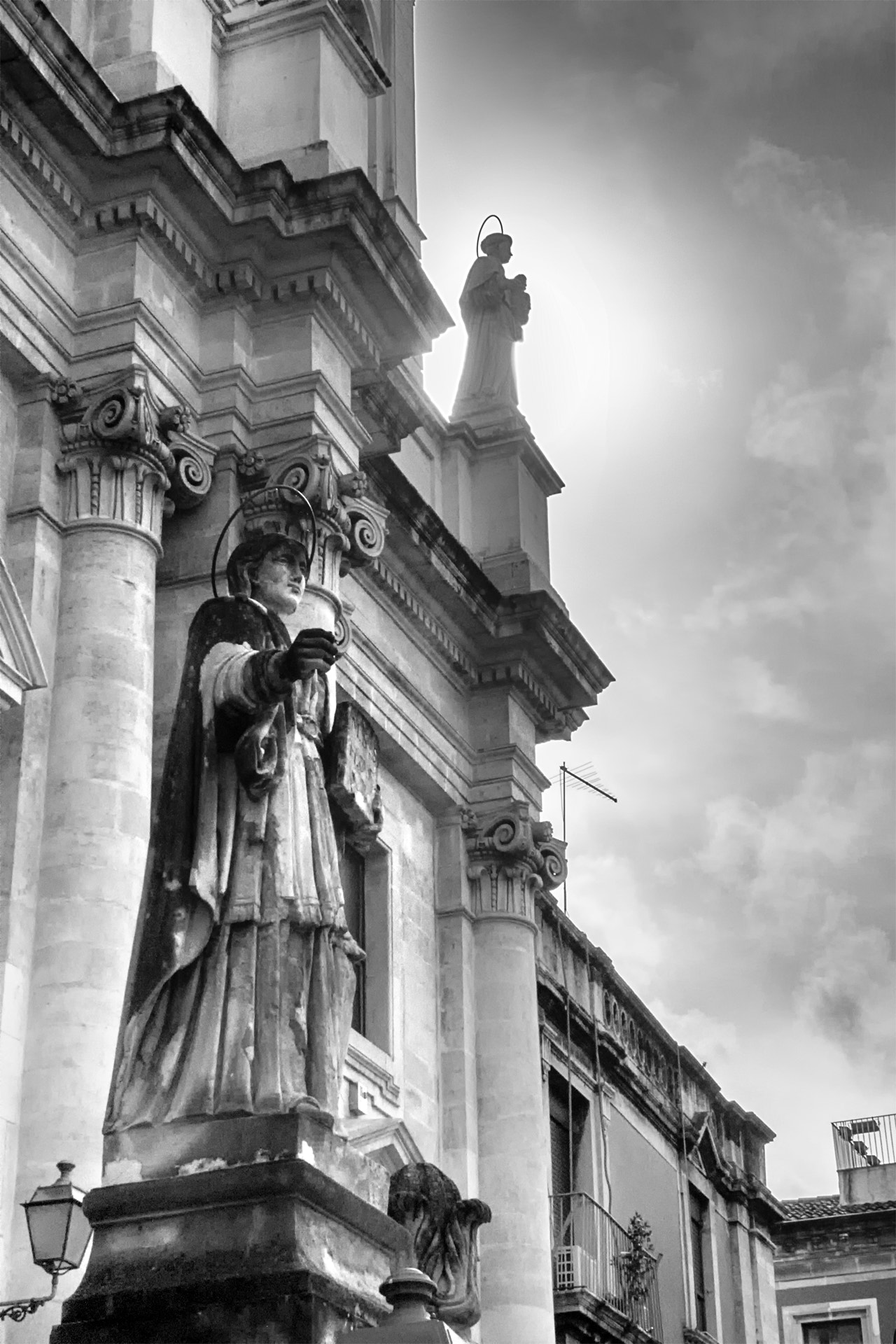
In prospettiva dal sagrato, le statue di Sant'Agata che regge una tavoletta in cui sono segnate le lettere MSS/HD/et/PL e, alle spalle, in alto, quella di San Francesco di Assisi

### Esterno
Il corpo della chiesa si erge con il prospetto di pietra calcare, rivolto con tre porte a ponente; il sagrato è preceduto da una scalinata di pietra lavica dell'Etna, con un cancello in ferro battuto ed una balaustrata con quattro pilastri che sorreggono le statue imponenti, rappresentanti da sud a nord: San Giuseppe da Copertino, Sant'Agata, Santa Chiara d'Assisi e San Bonaventura.
La facciata fu edificata intorno al 1854 con sedici semicolonne addossate alle mura e tre simulacri rappresentanti – da sud a nord – Sant'Antonio di Padova, l'Immacolata Concezione dietro una cancellatina decorata di lampade, San Francesco di Assisi.
Nel frontone sono scolpite le insegne di San Francesco e sulla cuspide sono altre figure intorno alla croce di ferro.
Ai lati del frontone si notano verso l'alto due torrette quadrangolari con aperture, e sono sormontate da cupolini sui quali sono piantate le banderuole in ferro e le iniziali indicanti i quattro punti cardinali. Di queste torrette la settentrionale serve da campanile con tre bronzi sacri.

### Interno

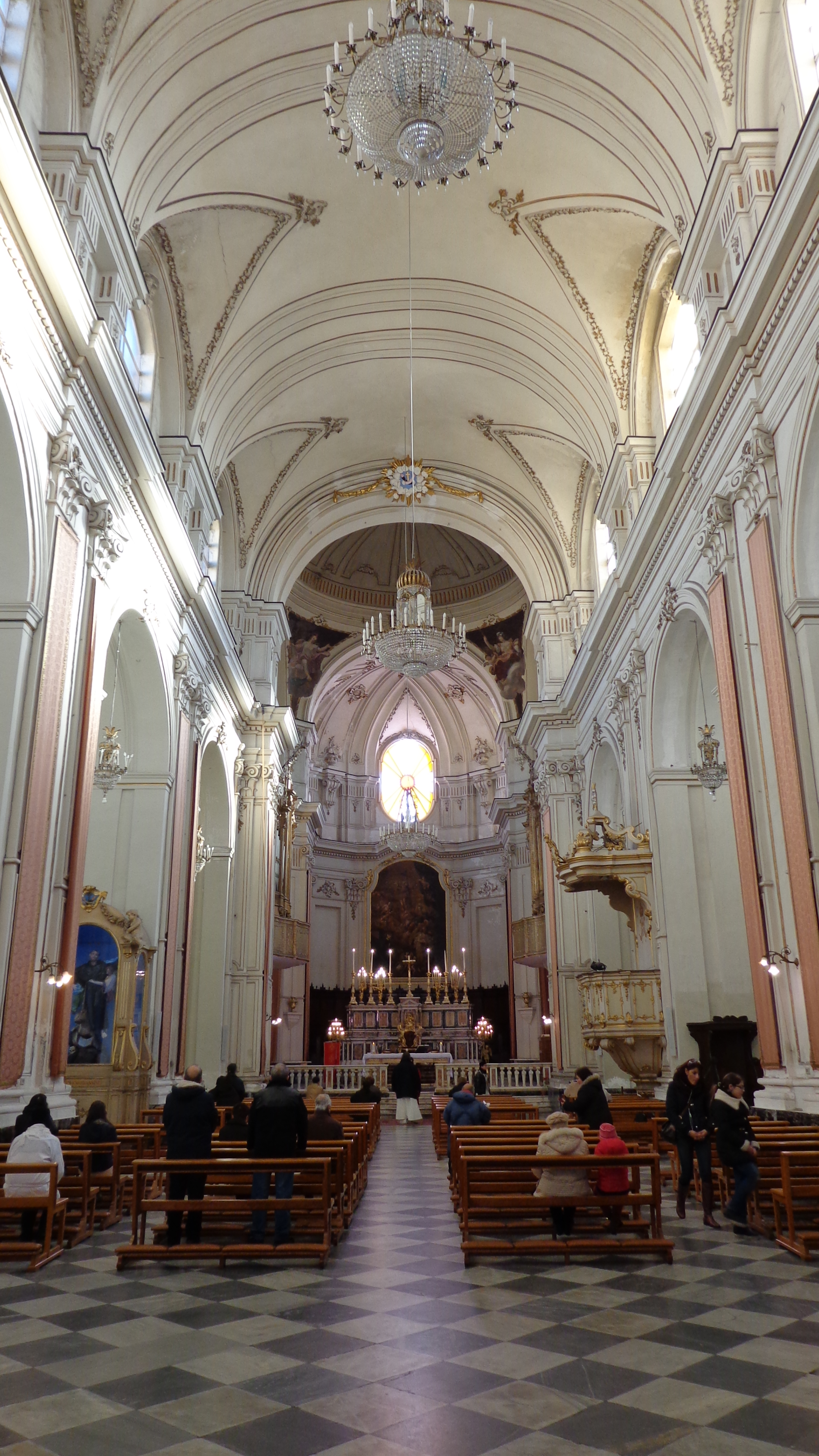
Navata centrale.

L'interno dell'impianto basilicale a croce latina è ripartito in tre navate divise per mezzo di sei pilastri e con il pavimento in marmo a quadrelloni bianchi ed azzurri. L'apparato decorativo in stucco è realizzato da Giuseppe Gianforma con la collaborazione del figlio Gioacchino e rifiniture dello stuccatore Filippo Cunsolo.

#### Navata destra
- Controfacciata: Dietro una cancellata, nel vano alloggio costruito nel 1973, è custodito il fercolo dell'Immacolata Concezione del 1745, la statua è attribuita a Michele Orlando. Sopra l'architrave in alto è collocata la tela raffigurante il Miracolo della mula di Bonvillo ovvero la mula dell'eretico in ginocchio dinanzi all'Ostia consacrata, opera di Giuseppe Rapisardi del 1852.
- Prima campata: Cappella delle Anime Purganti. Sulla parete è collocato il dipinto raffigurante le Anime Purganti con la Vergine Immacolata e San Francesco d'Assisi, opera di Pasquale Leotta. La primitiva cappella nel 1754 era patrocinata dalla Confraternita degli Schiavi dell'Immacolata Concezione di Maria con diritto di sepoltura dei confrati nella cripta sottostante.
  - Addossata al pilastro è presente la statua di Sant'Antonio di Padova.
- Seconda campata: Cappella di San Giuseppe da Copertino. Sull'altare è collocato il dipinto su tela raffigurante l'Estasi di San Giuseppe da Copertino con Giovanni Federico di Braunschweig, opera di Giuseppe Rapisardi del 1830.
  - Addossato al pilastro il pulpito restaurato.
- Terza campata: Cappella di San Bonaventura. La parete ospita il dipinto di Giuseppe Zacco del 1827 raffigurante San Ludovico da Tolosa e San Bonaventura da Bagnoregio, con San Ludovico d'Angiò e San Bonaventura da Bagnoregio. Sulla mensa è collocata la statua di Santa Rita.

#### Navata sinistra
- Prima campata: Cappella di Santa Chiara e della regina Eleonora, primitivo ambiente. La parete, privata del primitivo altare ligneo, ospita il dipinto Santa Chiara ed Eleonora regina raffigurante Santa Chiara d'Assisi e la regina Eleonora d'Angiò in vesti francescane, opera di Matteo Desiderato del 1827.
- Seconda campata: Cappella dello Spasimo. Un baldacchino in stucco sorretto da putti sovrasta il dipinto raffigurante l'Andata al Calvario, opera di Jacopo Vignerio del 1541, soggetto ispirato dallo Spasimo di Sicilia di Raffaello Sanzio.[4][5]
  - Addossata al pilastro sotto la semiarcata settentrionale, la teca contenente l'effige di San Francesco d'Assisi di Luigi Guacci.
- Terza campata: Cappella di San Giuseppe. Sull'altare è collocato il dipinto raffigurante lo Sposalizio, attribuita ad Francesco Gramignani Arezzi.

#### Transetto

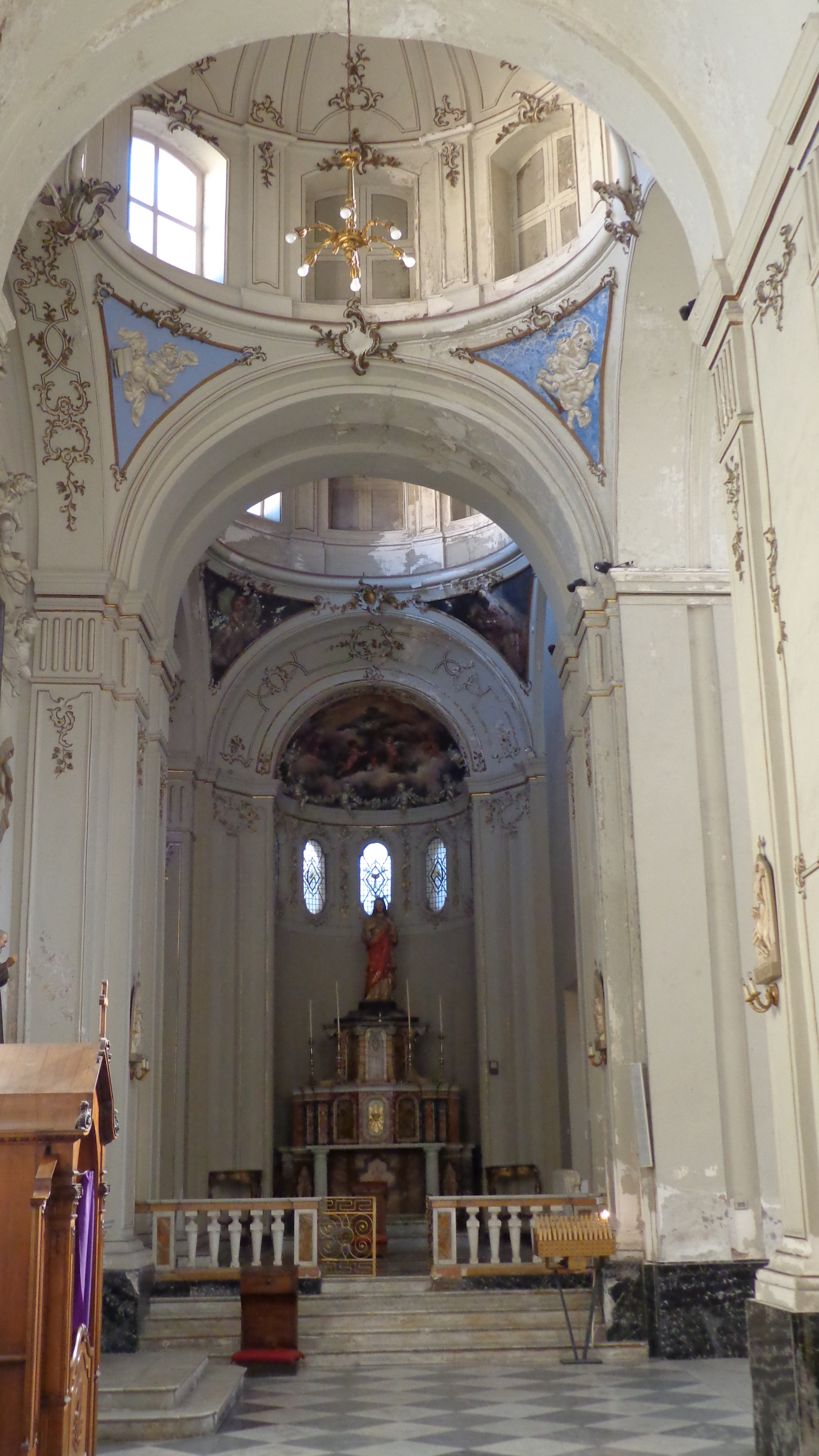
Navata sinistra.

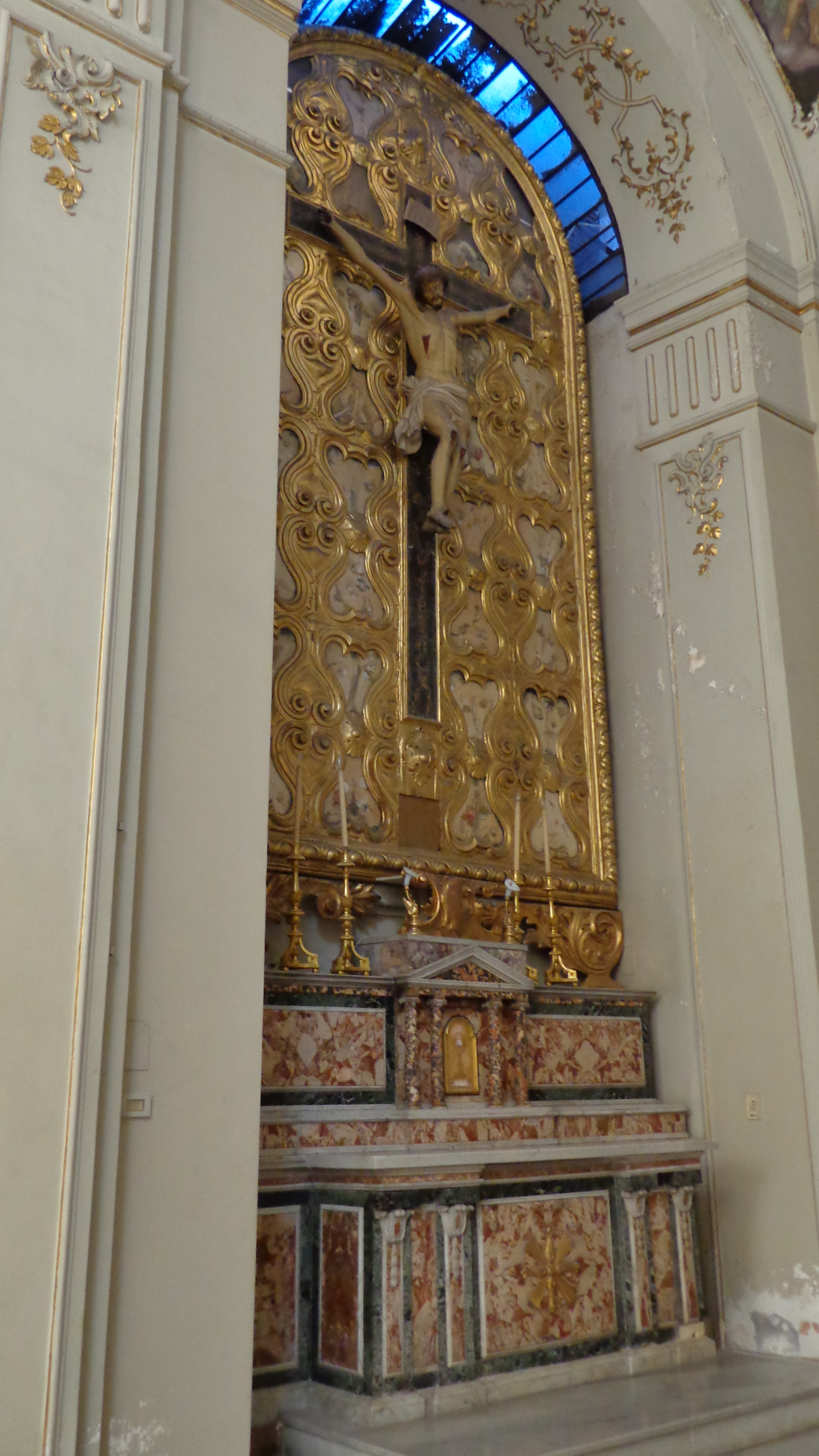
Altare Santissimo Crocifisso.

##### Braccio destro
- Cappella di Sant'Antonio di Padova. Sulla parete è collocato il quadro raffigurante Sant'Antonio di Padova del XV secolo recante il cartiglio con la scritta «Petunt et accipiunt iuvenes et cani», fanno da cornice 10 scene riproducenti episodi della vita del taumaturgo. Sotto la mensa è collocata una Dormienza di Maria.
- Pilastro absidale. Nella crociera all'intersezione con l'abside centrale, si trova la targa commemorante e la moderna sepoltura della regina Eleonora d'Angiò, consorte di Federico III di Sicilia e patrocinante del primitivo edificio. La sovrana era sepolta in questa chiesa fino al terremoto del Val di Noto del 1693.

##### Absidiola destra
- Cappella dell'immacolata Concezione. Sull'altare è collocato il dipinto raffigurante l'Immacolata Concezione di Antonio Licata, opera dipinta a Roma nel 1850c. L'altare è ricco di diaspri policromi di Sicilia con angeli in marmo di Carrara seduti ai lati della mensa e rivolti verso il centro della sopraelevazione. Negli affreschi della cupola del XVIII secolo sono raffigurati la Santissima Trinità e il Cristo glorificato, la Madonna nelle accezioni più importanti: l'Immacolata Concezione e l'Assunzione in cielo attorniata da San Giuseppe, San Giovanni Battista, il profeta Davide con l'arpa e altri personaggi. Ancora Angeli nelle vele, due coppie di angeli danzanti sull'arco interno, su quello esterno, l'angelo a destra reca lo «Speculum justitiæ», l'altro a sinistra regge la «Domus aurea», immagini ispirate alle Litanie lauretane.

##### Presbiterio - abside
Ai lati sono presenti monumentali cantorie lignee. Il coro e l'organo sono nel presbiterio, rispettivamente dietro e lateralmente all'altare maggiore. Lo strumento è celebre per le esercitazioni di Vincenzo Bellini, il grande compositore da giovane abitava nel prospiciente Palazzo Gravina Cruyllas.
Sull'altare in marmo policromo, lo sportellino del ciborio è realizzato con un mosaico in lapislazzuli su una base in oro cesellato, opera di Paolo Guarna del 1574. Gli affreschi sono opera di Francesco Sozzi, costituisce pala d'altare il dipinto raffigurante l'Indulgenza della Porziuncola.
Sul soffitto dell'abside è realizzato in stucco l'Agnello dell'Apocalisse sul libro dei sette sigilli.

##### Absidiola sinistra
- Cappella del Sacro Cuore, primitiva Cappella del Santissimo Crocifisso. Sull'altare è collocata la statua del Sacro Cuore. Risalgono al 1909 gli affreschi del catino absidale, opere del pittore catanese Alessandro Abate. Nei quattro pennacchi sono raffigurati degli angeli che recano i simboli della Passione, sul soffitto gli affreschi presentano scene del mistero della Redenzione: la Santissima Trinità che decreta l'incarnazione del Redentore e Cristo con la Croce sconfigge le forze del male.
  - Altare del Santissimo Crocifisso. Sulla sinistra dell'absidiola è presente l'Altare del Santissimo Crocifisso costituito da Crocifisso ligneo disposto su reliquiario, ricostruzione ex novo del primitivo ambiente operata nel 1902.

##### Braccio sinistro
- Cappella di San Francesco d'Assisi. Sulla parete campeggia l'Estasi di San Francesco d'Assisi, opera di Giuseppe Guarnaccia, allievo di Sebastiano Conca, dipinto altrimenti conosciuto come il Miracolo delle Stimmate del 1770c., sulla mensa fa mostra una statua raffigurante San Pio.

## Opere documentate
- XVI secolo, San Giacomo, dipinto su tavola, opera documentata nella Cappella Torre di Polidoro da Caravaggio.[6]
- Cappella Torre.
- Sepolcreto Gioeni MDCCXLII.[7]
  - Annibale Gioeni.
    - Raimondo Gioeni.
      - Federico Gioeni.
- Lorenzo e Agata Gioeni 1581.

## Convento dei Frati Minori Conventuali
Il Convento dei Frati Minori Conventuali ebbe la sua prima sede nel XIII secolo (1256) accanto alla chiesa di San Michele Arcangelo, in quella che oggi è Piazza Federico II di Svevia, di fronte al Castello Ursino, ma a seguito di contenziosi e contrasti con l'Imperatore ed i suoi discendenti questi frati ebbero una loro sede definitiva solo nel 1329 grazie alla Regina Eleonora d'Angiò, moglie del Re di Trinacria Federico III d'Aragona. Dopo il Terremoto del Val di Noto del 1693 fu ricostruito forse da Giovanni Battista Vaccarini, e in quella che oggi è Via Vittorio Emanuele II crollò il cosiddetto "Arco di Marcello" (i cui resti vennero demoliti), ritenuto in seguito a dei ritrovamenti archeologici nel XIX secolo un podio templare più che un arco.

## Confraternita degli Schiavi dell'Immacolata Concezione di Maria
- Confraternita degli Schiavi dell'Immacolata Concezione di Maria, sodalizio attestato con patrocinio della Cappella delle Anime Purganti e della relativa cripta.

## Galleria d'immagini

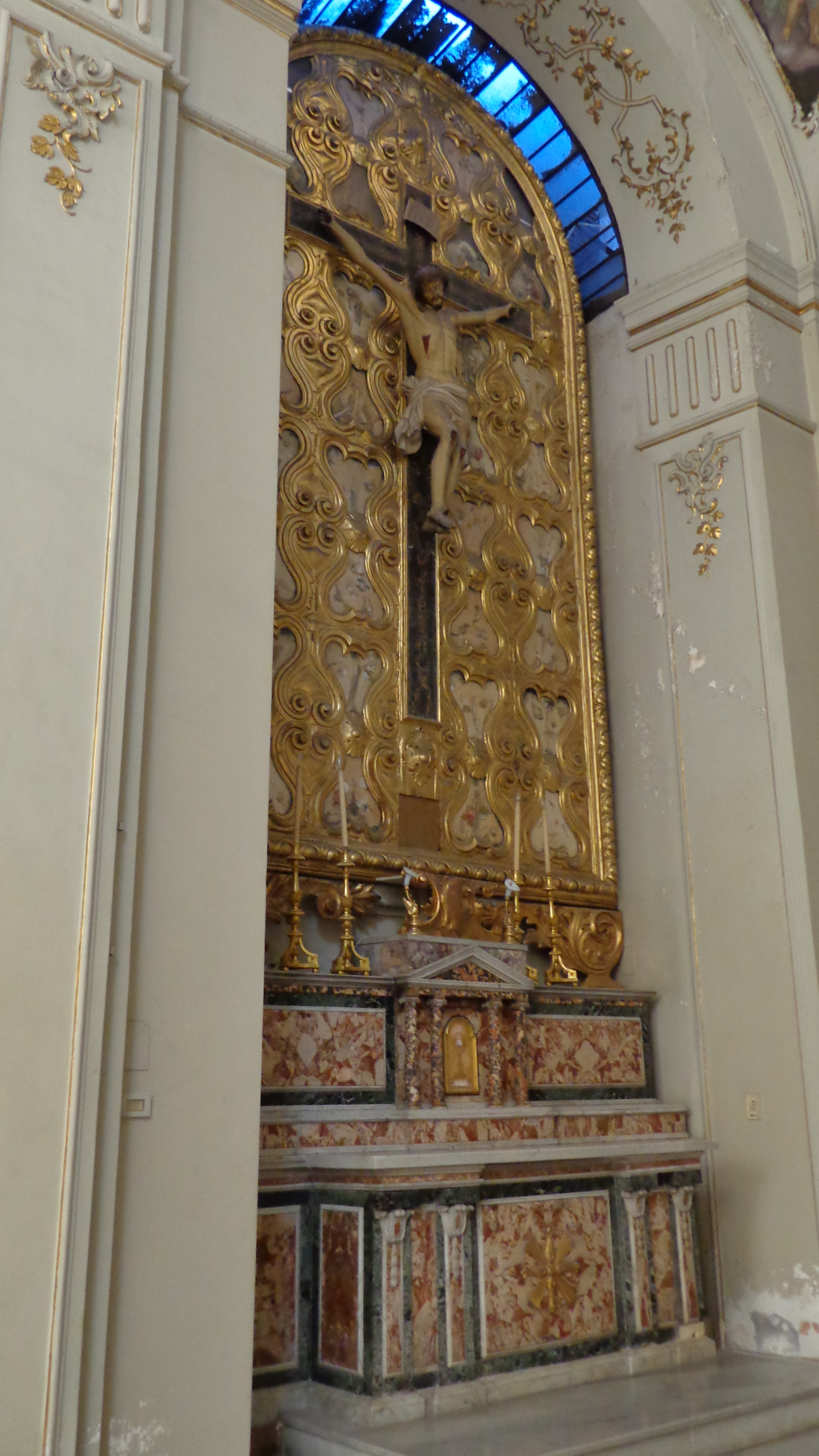
Crocifisso e reliquiario
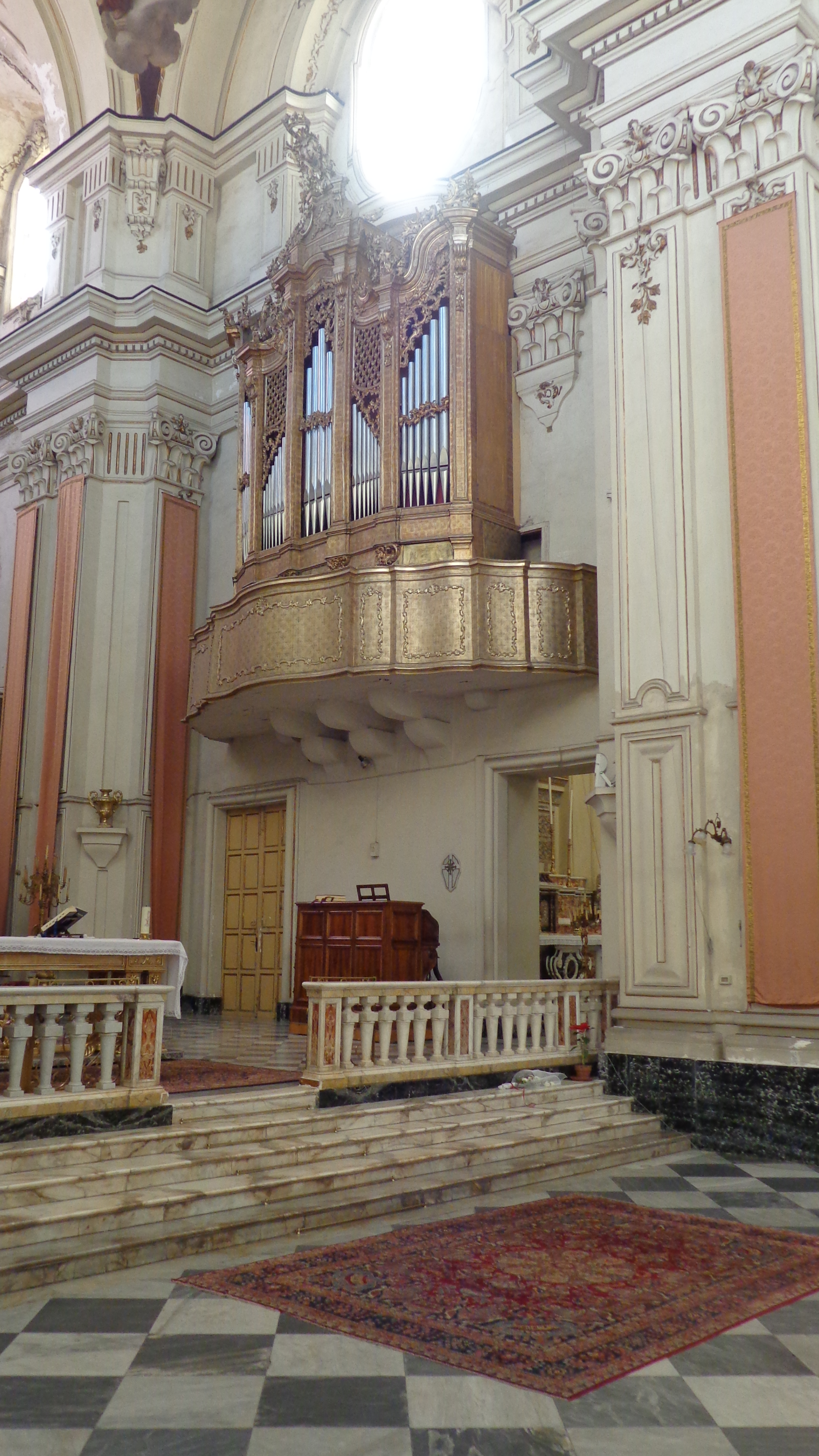
Cantoria
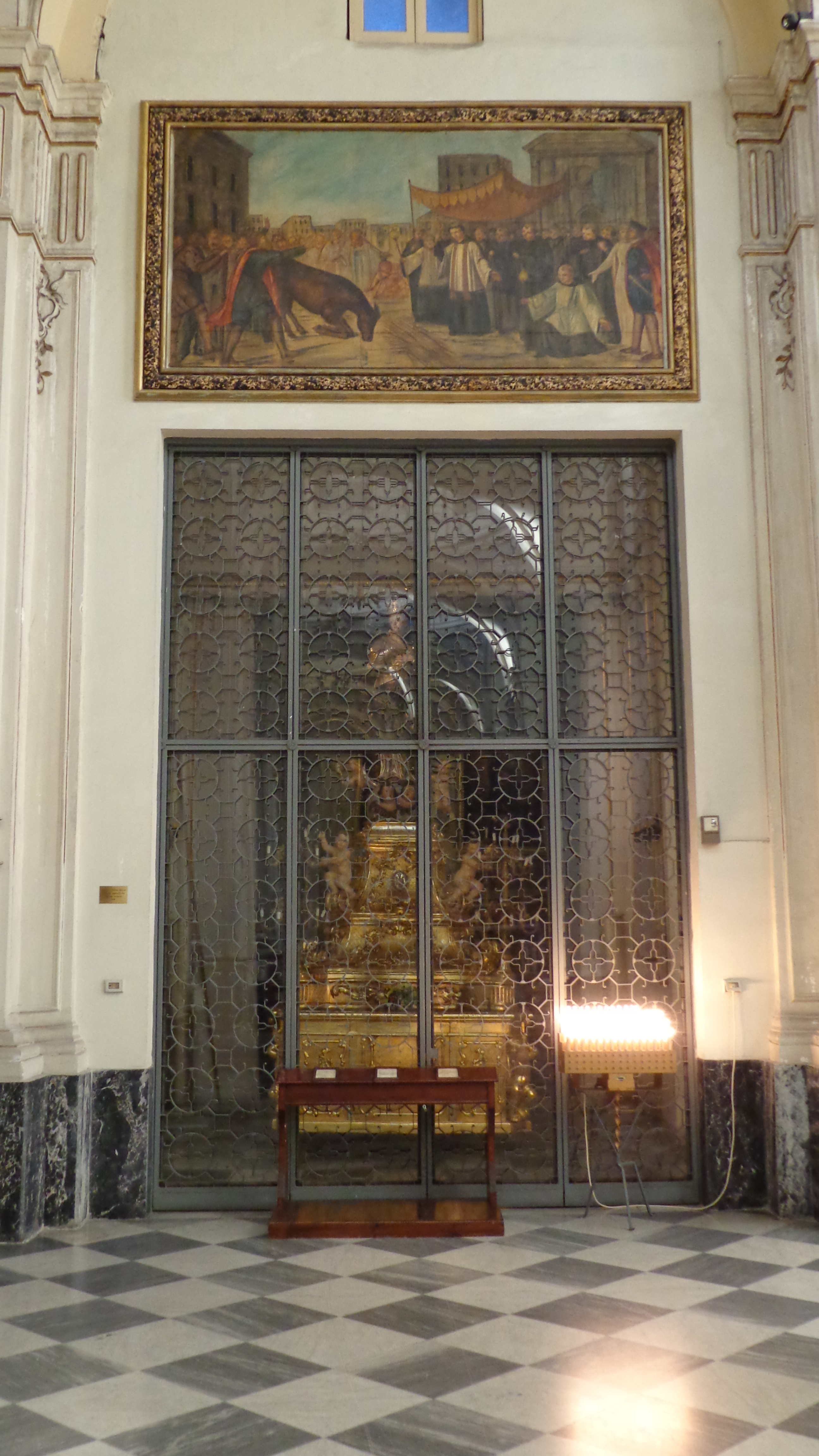
Vano e fercolo
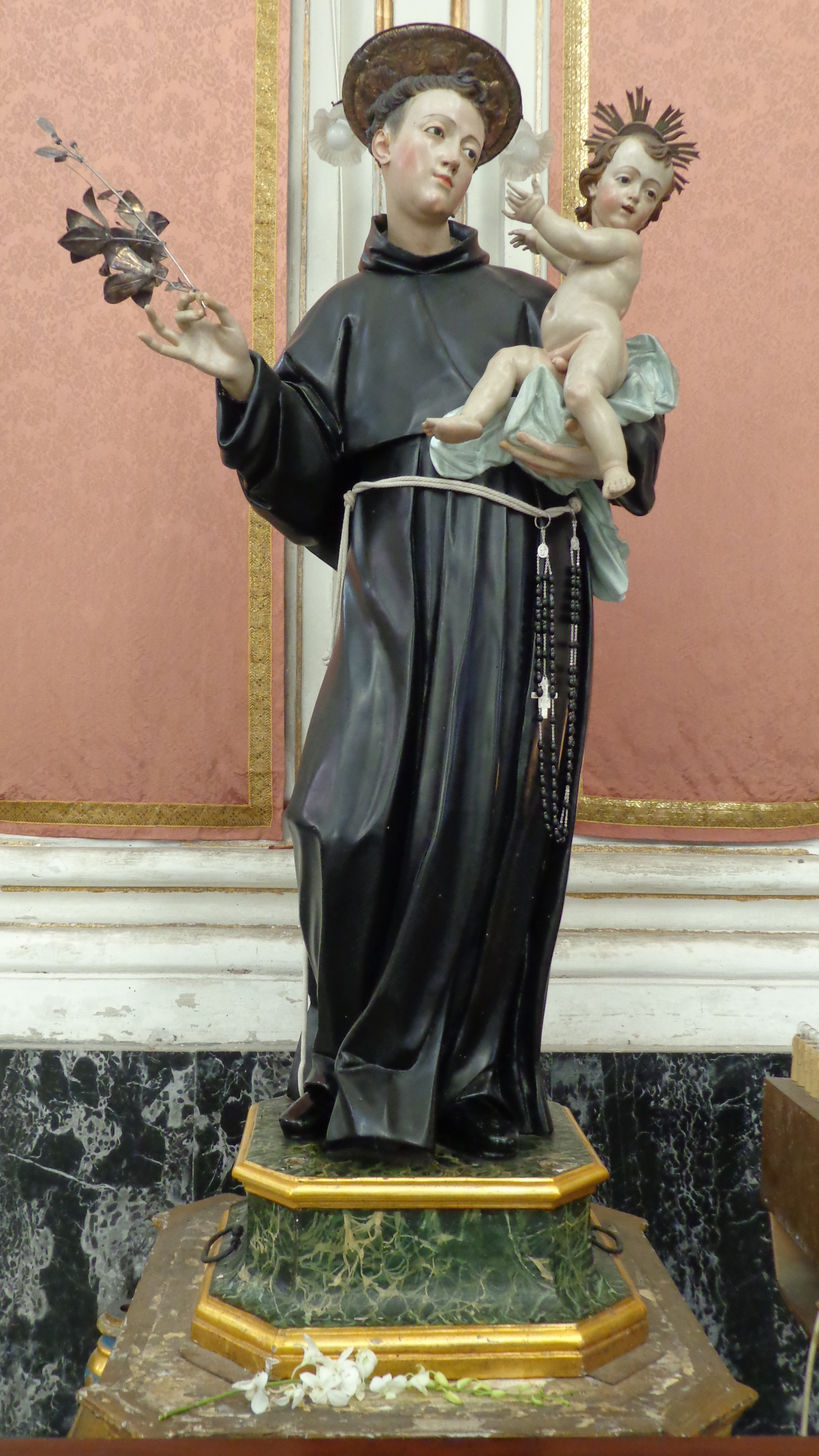
Sant'Antonio di Padova
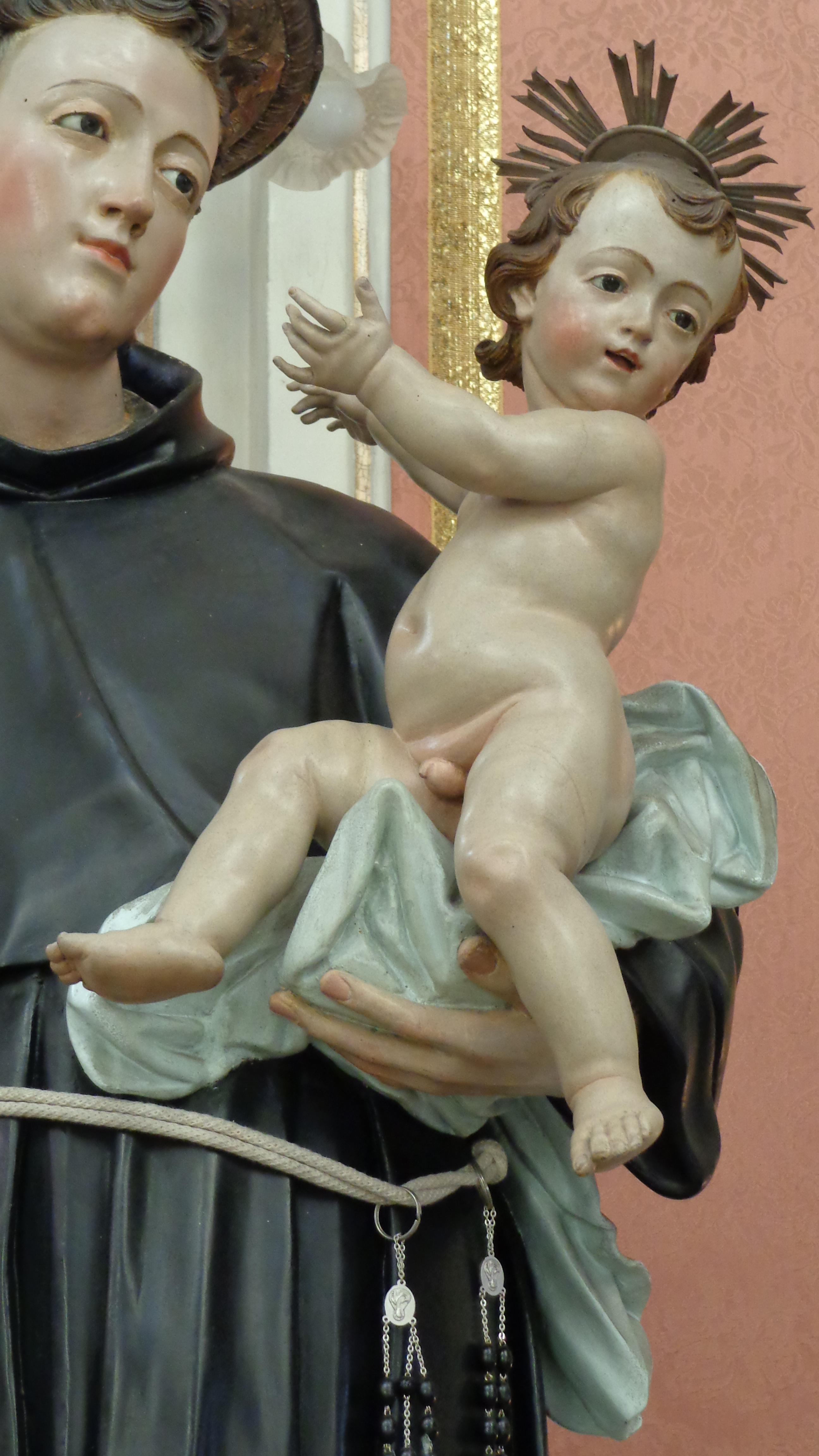
Dettaglio statua
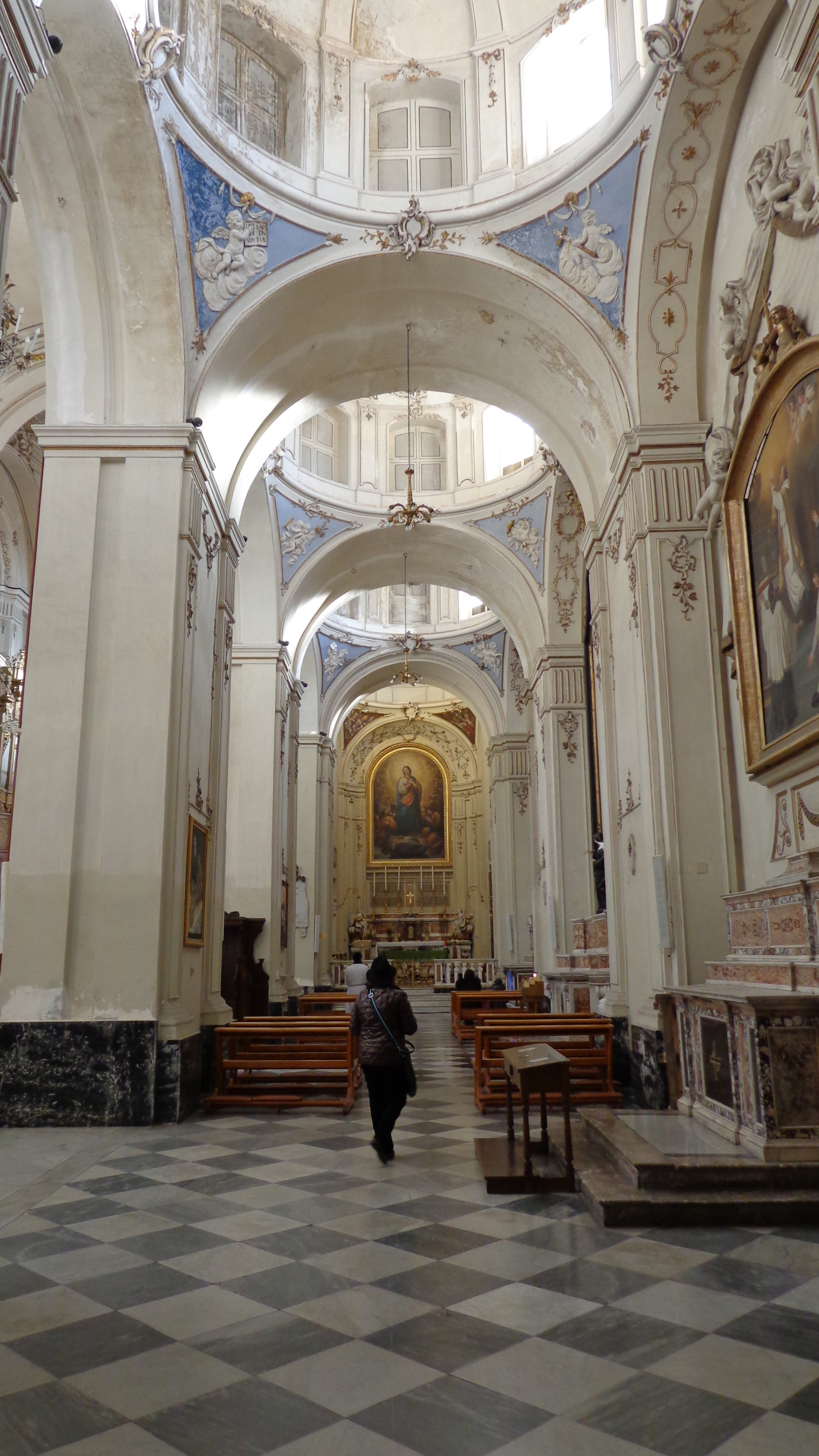
Navata destra
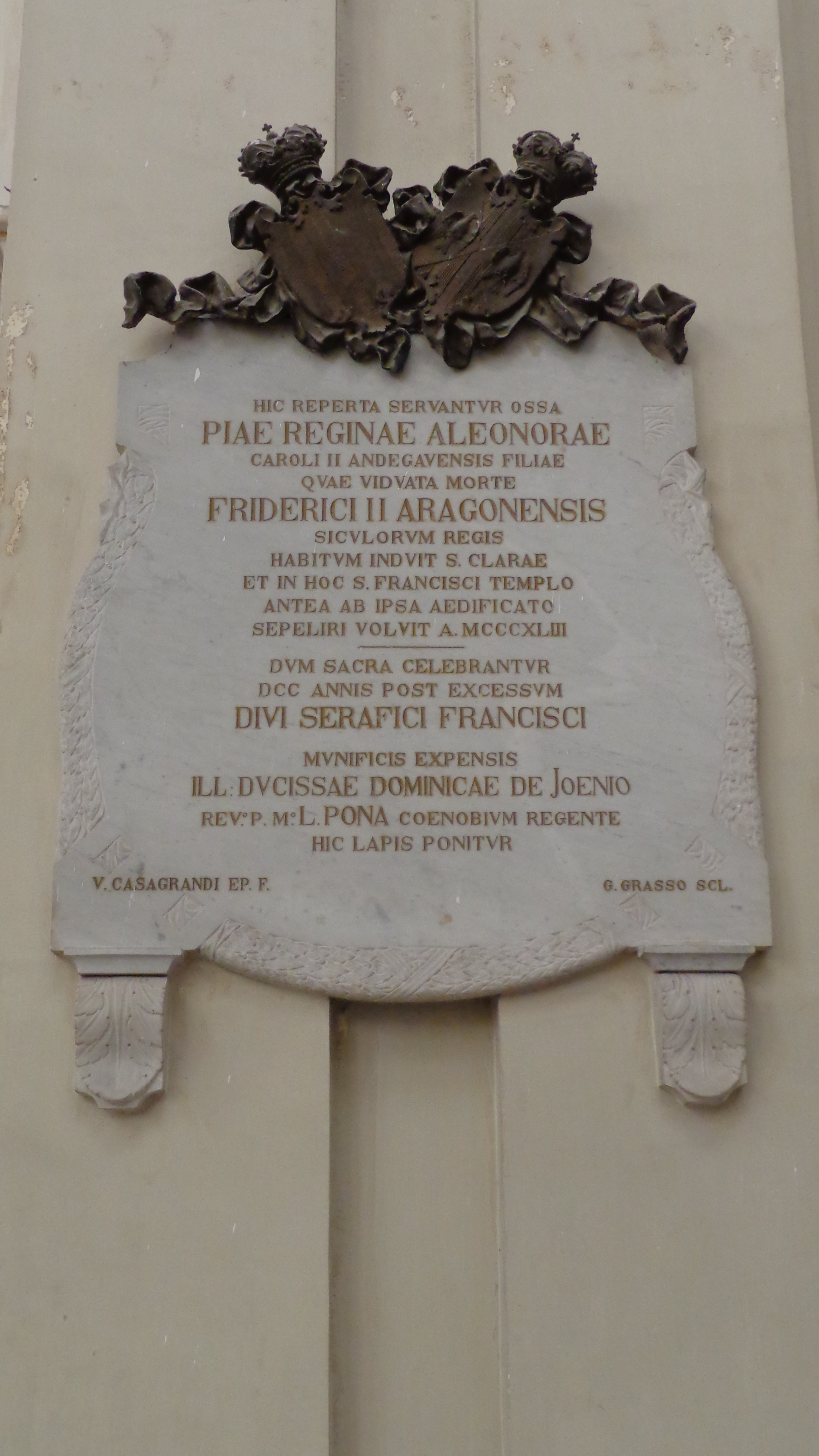
Iscrizione